# Ranatra texana
Ranatra texana är en insektsart som beskrevs av Hungerford 1930. Ranatra texana ingår i släktet Ranatra och familjen vattenskorpioner. Inga underarter finns listade i Catalogue of Life.